# Kabinett Alexis Tsipras I

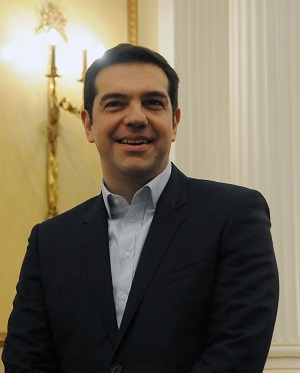
Alexis Tsipras, 2015

Das Kabinett Alexis Tsipras I bildete zwischen dem 27. Januar 2015 und dem 28. August 2015 die Regierung Griechenlands und folgte auf das Kabinett Samaras.

## Geschichte
Alexis Tsipras erhielt von Staatspräsident Karolos Papoulias den Auftrag zur Regierungsbildung, nachdem seine Koalition der Radikalen Linken (SYRIZA) bei der Parlamentswahl in Griechenland vom 25. Januar 2015 die meisten Stimmen erhalten hatte. Er vereinbarte am 26. Januar eine Koalition seiner Partei mit den rechtspopulistischen Unabhängigen Griechen (ANEL) und wurde als neuer Ministerpräsident vereidigt.
Zwei Tage nach der Wahl benannte er seine Minister; diese wurden am selben Tag vereidigt.
Dem griechischen Kabinett gehörten nur noch zehn Minister an, halb so viele wie der Vorgängerregierung. Einige Ressorts wurden in Superministerien zusammengefasst.
Tsipras berief Giannis Tsironis der grünen Partei Ikologi Prasini, die auf der Liste von SYRIZA angetreten war, zum stellvertretenden Umweltminister.
Nach dem Referendum vom 5. Juli 2015 trat Finanzminister Yanis Varoufakis zurück und wurde durch Efklidis Tsakalotos ersetzt.
Am 16. Juli 2015 stimmten 32 SYRIZA-Abgeordnete gegen ein im Parlament zur Abstimmung stehendes Sparpaket. Am Tag darauf kündigte Tsipras eine Umbildung seines Kabinetts an: Er entließ unter anderem den Energie- und Umweltminister Panagiotis Lafazanis, den stellvertretenden Minister für Sozialthemen, Dimitris Stratoulis, und Vizeverteidigungsminister Costas Isychos. Neuer Minister für Energie und Umwelt wurde Panos Skourletis, das Arbeitsministerium übernahm Giorgos Katroungalos. Die neuen Minister wurden am 18. Juli 2015 vereidigt.

## Kabinettsmitglieder
| Ministerium                                          | Amtsinhaber                             | Griechische Schreibweise | Partei    |
| ---------------------------------------------------- | --------------------------------------- | ------------------------ | --------- |
| Ministerpräsident                                    | Alexis Tsipras                          | Αλέξης Τσίπρας           | SYRIZA    |
| Stellvertretender Ministerpräsident                  | Giannis Dragasakis                      | Γιάννης Δραγασάκης       | SYRIZA    |
| Finanzen                                             | Yanis Varoufakis bis 6. Juli 2015       | Γιάνης Βαρουφάκης        | parteilos |
| Finanzen                                             | Efklidis Tsakalotos seit 6. Juli 2015   | Ευκλείδης Τσακαλώτος     | SYRIZA    |
| Äußeres                                              | Nikos Kotzias                           | Νίκος Κοτζιάς            | parteilos |
| Inneres                                              | Nikos Voutsis                           | Νίκος Βούτσης            | SYRIZA    |
| Verteidigung                                         | Panos Kammenos                          | Πάνος Καμμένος           | ANEL      |
| Wirtschaft, Infrastruktur, Schifffahrt und Tourismus | Giorgos Stathakis                       | Γιώργος Σταθάκης         | SYRIZA    |
| Kultur, Bildung und religiöse Angelegenheiten        | Aristidis Baltas                        | Αριστείδης Μπαλτάς       | SYRIZA    |
| Gesundheit und soziale Sicherheit                    | Panagiotis Kouroumblis                  | Παναγιώτης Κουρουμπλής   | SYRIZA    |
| Arbeit                                               | Panos Skourletis bis 18. Juli 2015      | Πάνος Σκουρλέτης         | SYRIZA    |
| Arbeit                                               | Giorgos Katroungalos seit 18. Juli 2015 | Γιώργος Κατρούγκαλος     | SYRIZA    |
| Justiz                                               | Nikos Paraskevopoulos                   | Νίκος Παρασκευόπουλος    | parteilos |
| Produktionswiederaufbau, Umwelt und Energie          | Panagiotis Lafazanis bis 18. Juli 2015  | Παναγιώτης Λαφαζάνης     | SYRIZA    |
| Produktionswiederaufbau, Umwelt und Energie          | Panos Skourletis seit 18. Juli 2015     | Πάνος Σκουρλέτης         | SYRIZA    |
| Staatsminister                                       | Nikos Pappas                            | Νίκος Παππάς             | SYRIZA    |
| Staatsminister für Korruptionsbekämpfung             | Panagiotis Nikoloudis                   | Παναγιώτης Νικολούδης    | parteilos |
| Staatsminister für Regierungskoordination            | Alekos Flambouraris                     | Αλέκος Φλαμπουράρης      | SYRIZA    |

## Abfolge
Am 20. August 2015 erklärte Ministerpräsident Alexis Tsipras in einer Fernsehansprache den Rücktritt seiner Regierung und seinen damit verbundenen Rücktritt vom Amt des Ministerpräsidenten und leitete damit, nachdem sich innerhalb des Parlamentes keine neue tragfähige Regierungsmehrheit bilden konnte, eine vorgezogene Neuwahl ein. So wurde das Kabinett Tsipras zunächst vom Kabinett Vasiliki Thanou-Christofilou abgelöst.